# (2992) Vondel
(2992) Vondel ist ein Asteroid des Hauptgürtels, der am 24. September 1960 von dem niederländischen Astronomenehepaar Cornelis Johannes van Houten und Ingrid van Houten-Groeneveld entdeckt wurde. Die Entdeckung geschah im Rahmen des Palomar-Leiden-Surveys, bei dem von Tom Gehrels mit dem 120-cm-Oschin-Schmidt-Teleskop des Palomar-Observatoriums (IAU-Code 675) aufgenommene Feldplatten an der Universität Leiden durchmustert wurden.
Benannt ist der Asteroid nach dem niederländischen Dichter und Dramatiker Joost van den Vondel (1587–1679), der neben Gerbrand A. Bredero und Pieter Corneliszoon Hooft als der bedeutendste Dichter des Goldenen Zeitalters der Niederlande angesehen wird.